# Profile Ladies Tour 2011
De Holland Ladies Tour 2011 werd verreden van dinsdag 6 september tot en met zondag 11 september in Nederland, onder de naam Profile Ladies Tour. Het was de 14e editie van de rittenkoers, die valt in de UCI 2.1-categorie. De ronde telde zes etappes, inclusief een individuele tijdrit. De vorige twee edities werden gewonnen door Marianne Vos, die dit keer in de eerste etappe de oranje trui won en die tot het einde heeft behouden.

## Teams
Een (incomplete) lijst van deelnemende ploegen.
Bij 43 renners staat geen ploeg aangegeven, wellicht rijden zij bij nationale ploegen of niet UCI teams. 

## Etappe-overzicht
| etappe | datum        | start       | finish           | profiel             | afstand | winnaar         |
| ------ | ------------ | ----------- | ---------------- | ------------------- | ------- | --------------- |
| 1e     | 6 september  | Neerijnen   | Ophemert         | Vlakke rit          | 114 km  | Marianne Vos    |
| 2e     | 7 september  | Gemert      | Gemert           | Individuele tijdrit | 20,5 km | Ellen van Dijk  |
| 3e     | 8 september  | Breda       | Breda            | Vlakke rit          | 115 km  | Loes Gunnewijk  |
| 4e     | 9 september  | Papendrecht | Papendrecht      | Vlakke rit          | 127 km  | Maaike Polspoel |
| 5e     | 10 september | Nuenen      | Gerwen           | Vlakke rit          | 113 km  | Marianne Vos    |
| 6e     | 11 september | Bunde       | Berg en Terblijt | Heuvelrit           | 108 km  | Marianne Vos    |

## Etappe-uitslagen

### 1e etappe
| Dinsdag 6 september: Neerijnen - Ophemert (114 km) |                     |                            |         |
| Plaats                                             | Naam                | Ploeg                      | Tijd    |
| Winnaar                                            | Marianne Vos        | Nederland Bloeit           | 2:48:11 |
| 2                                                  | Ina-Yoko Teutenberg | Team HTC-Highroad          | + 0:01  |
| 3                                                  | Kirsten Wild        | AA Drink-Leontien.nl       | z.t.    |
| 4                                                  | Emma Johansson      | Team Hitec Products UCK    | + 0:02  |
| 5                                                  | Shelley Olds        | Diadora-Pasta Zara         | z.t.    |
| 6                                                  | Martine Bras        | Dolmans Landscaping Team   | + 0:03  |
| 7                                                  | Sarah Düster        | Nederland Bloeit           | + 0:07  |
| 8                                                  | Trixi Worrack       | AA Drink-Leontien.nl       | z.t.    |
| 9                                                  | Irene van den Broek | AA Drink-Leontien.nl       | z.t.    |
| 10                                                 | Chantal Blaak       | AA Drink-Leontien.nl       | + 0:08  |
|                                                    |                     |                            |         |
| 20                                                 | Liesbet De Vocht    | Topsport Vlaanderen-Ridley | + 2:30  |

 = doet mee voor het jongerenklassement, eerste trui = eerste jongere in etappe.

### 2e etappe (ITT)
| Woensdag 7 september: Gemert - Gemert (20,5 km) |                      |                            |        |
| Plaats                                          | Naam                 | Ploeg                      | Tijd   |
| Winnaar                                         | Ellen van Dijk       | Team HTC-Highroad          | 27:31  |
| 2                                               | Marianne Vos         | Nederland bloeit           | + 0:11 |
| 3                                               | Annemiek van Vleuten | Nederland bloeit           | + 0:26 |
| 4                                               | Emma Johansson       | Team Hitec Products UCK    | + 0:27 |
| 5                                               | Linda Villumsen      | AA Drink-Leontien.nl       | + 0:43 |
| 6                                               | Olga Zabelinskaya    | Diadora-Pasta Zara         | + 0:50 |
| 7                                               | Megan Guarnier       | Team TIBCO-To The Top      | + 0:51 |
| 8                                               | Lisa Brennauer       | Team Hitec Products UCK    | + 0:52 |
| 9                                               | Ina-Yoko Teutenberg  | Team HTC-Highroad          | + 1:00 |
| 10                                              | Kirsten Wild         | AA Drink-Leontien.nl       | + 1:07 |
|                                                 |                      |                            |        |
| 16                                              | Latoya Brulee        | Topsport Vlaanderen-Ridley | + 1:26 |

### 3e etappe
| Donderdag 8 september: Breda - Breda (115 km) |                      |                         |         |
| Plaats                                        | Naam                 | Ploeg                   | Tijd    |
| Winnaar                                       | Loes Gunnewijk       | Nederland bloeit        | 2:54:18 |
| 2                                             | Marianne Vos         | Nederland bloeit        | + 0:27  |
| 3                                             | Kirsten Wild         | AA Drink-Leontien.nl    | z.t.    |
| 4                                             | Emma Johansson       | Team Hitec Products UCK | z.t.    |
| 5                                             | Cherise Willeit      | Lotto Honda Team        | z.t.    |
| 6                                             | Annemiek van Vleuten | Nederland bloeit        | z.t.    |
| 7                                             | Joëlle Numainville   | Team TIBCO-To The Top   | z.t.    |
| 8                                             | Chloe Hosking        | Team HTC-Highroad       | z.t.    |
| 9                                             | Chantal Blaak        | AA Drink-Leontien.nl    | z.t.    |
| 10                                            | Ina-Yoko Teutenberg  | Team HTC-Highroad       | z.t.    |
|                                               |                      |                         |         |
| 19                                            | Sofie De Vuyst       | Lotto Honda Team        | + 2:53  |

### 4e etappe
| Donderdag 9 september: Papendrecht - Papendrecht (127 km) |                      |                            |         |
| Plaats                                                    | Naam                 | Ploeg                      | Tijd    |
| Winnaar                                                   | Maaike Polspoel      | Topsport Vlaanderen-Ridley | 3:15:35 |
| 2                                                         | Trixi Worrack        | AA Drink-Leontien.nl       | z.t.    |
| 3                                                         | Linda van Rijen      | Skil - Koga                | + 0:28  |
| 4                                                         | Marianne Vos         | Nederland bloeit           | + 1:38  |
| 5                                                         | Kirsten Wild         | AA Drink-Leontien.nl       | z.t..   |
| 6                                                         | Annemiek van Vleuten | Nederland bloeit           | z.t.    |
| 7                                                         | Giorgia Bronzini     | Diadora-Pasta Zara         | z.t.    |
| 8                                                         | Chloe Hosking        | Team HTC-Highroad          | z.t.    |
| 9                                                         | Martine Bras         | Dolmans Landscaping Team   | + 1:40  |
| 10                                                        | Rochelle Gilmore     | Lotto Honda Team           | z.t.    |

### 5e etappe
| Vrijdag 10 september: Nuenen - Gerwen (113 km) |                      |                          |         |
| Plaats                                         | Naam                 | Ploeg                    | Tijd    |
| Winnaar                                        | Marianne Vos         | Nederland Bloeit         | 2:50:46 |
| 2                                              | Kirsten Wild         | AA Drink-Leontien.nl     | z.t.    |
| 3                                              | Ina-Yoko Teutenberg  | Team HTC-Highroad        | z.t.    |
| 4                                              | Annemiek van Vleuten | Nederland bloeit         | z.t.    |
| 5                                              | Giorgia Bronzini     | Diadora-Pasta Zara       | z.t.    |
| 6                                              | Martine Bras         | Dolmans Landscaping Team | + 0:04  |
| 7                                              | Alona Andruk         | Diadora-Pasta Zara       | z.t.    |
| 8                                              | Nicole Cooke         | Mcipollini-Giordana      | z.t.    |
| 9                                              | Rochelle Gilmore     | Lotto Honda Team         | z.t.    |
| 10                                             | Joëlle Numainville   | Team TIBCO-To The Top    | z.t.    |
| 15                                             | Chloe Hosking        | Team HTC-Highroad        | z.t.    |
|                                                |                      |                          |         |
| 20                                             | Evelyn Arys          |                          | z.t.    |

### 6e etappe
| Zaterdag 11 september: Bunde - Berg en Terblijt (108 km) |                      |                                |         |
| Plaats                                                   | Naam                 | Ploeg                          | Tijd    |
| Winnaar                                                  | Marianne Vos         | Nederland Bloeit               | 3:05:28 |
| 2                                                        | Giorgia Bronzini     | Diadora-Pasta Zara             | + 0:34  |
| 3                                                        | Emma Johansson       | Team Hitec Products UCK        | z.t.    |
| 4                                                        | Annemiek van Vleuten | Nederland bloeit               | z.t.    |
| 5                                                        | Claudia Lichtenberg  | Diadora-Pasta Zara             | z.t.    |
| 6                                                        | Megan Guarnier       | Team TIBCO-To The Top          | + 0:37  |
| 7                                                        | Kirsten Wild         | AA Drink-Leontien.nl           | + 0:38  |
| 8                                                        | Martine Bras         | Dolmans Landscaping Team       | + 0:43  |
| 9                                                        | Joëlle Numainville   | Team TIBCO-To The Top          | + 0:45  |
| 10                                                       | Elisa Longo Borghini | Top Girls Fassa Bortolo Ghezzi | z.t.    |
| 11                                                       | Liesbet De Vocht     | Topsport Vlaanderen-Ridley     | + 0:50  |

## Eindklassementen

### Algemeen klassement
| Plaats      | Naam                 | Ploeg                   | Tijd     |
| ----------- | -------------------- | ----------------------- | -------- |
| Oranje trui | Marianne Vos         | Nederland Bloeit        | 15:23:14 |
| 2           | Emma Johansson       | Team Hitec Products UCK | + 1:41   |
| 3           | Kirsten Wild         | AA Drink-Leontien.nl    | + 1:57   |
| 4           | Chloe Hosking        | Team HTC-Highroad       | + 5:20   |
| 5           | Chantal Blaak        | AA Drink-Leontien.nl    | + 5:21   |
| 6           | Joëlle Numainville   | Team TIBCO-To The Top   | + 6:07   |
| 7           | Lucinda Brand        | AA Drink-Leontien.nl    | + 6:13   |
| 8           | Loes Gunnewijk       | Nederland bloeit        | + 6:32   |
| 9           | Annemiek van Vleuten | Nederland bloeit        | + 9:18   |
| 10          | Giorgia Bronzini     | Diadora-Pasta Zara      | + 9:55   |
|             |                      |                         |          |
| 13          | Sofie De Vuyst       | Lotto Honda Team        | + 10:55  |

### Puntenklassement
| Plaats      | Naam                 | Ploeg                      | Punten |
| ----------- | -------------------- | -------------------------- | ------ |
| Groene trui | Marianne Vos         | Nederland Bloeit           | 118    |
| 2           | Kirsten Wild         | AA Drink-Leontien.nl       | 74     |
| 3           | Annemiek van Vleuten | Nederland bloeit           | 56     |
| 4           | Emma Johansson       | Team Hitec Products UCK    | 54     |
| 5           | Giorgia Bronzini     | Diadora-Pasta Zara         | 41     |
| 6           | Martine Bras         | Dolmans Landscaping Team   | 35     |
| 7           | Trixi Worrack        | AA Drink-Leontien.nl       | 28     |
| 8           | Loes Gunnewijk       | Nederland bloeit           | 25     |
| 9           | Maaike Polspoel      | Topsport Vlaanderen-Ridley | 25     |
| 10          | Joëlle Numainville   | Team TIBCO-To The Top      | 22     |

### Jongerenklassement
| Plaats     | Naam                 | Ploeg                          | Tijd     |
| ---------- | -------------------- | ------------------------------ | -------- |
| Witte trui | Chloe Hosking        | Team HTC-Highroad              | 15:28:34 |
| 2          | Chantal Blaak        | AA Drink-Leontien.nl           | + 0:01   |
| 3          | Lucinda Brand        | AA Drink-Leontien.nl           | + 0:53   |
| 4          | Cherise Willeit      | Lotto Honda Team               | + 7:07   |
| 5          | Amy Pieters          | Skil - Koga                    | + 9:29   |
| 6          | Elisa Longo Borghini | Top Girls Fassa Bortolo Ghezzi | 12:59    |
| 7          | Maaike Polspoel      | Topsport Vlaanderen-Ridley     | +16:46   |
| 8          | Marta Tagliaferro    | Mcipollini-Giordana            | + 20:37  |
| 9          | Anne Aernouts        |                                | + 21:23  |
| 10         | Latoya Brulee        | Topsport Vlaanderen-Ridley     | + 22:29  |

### Ploegenklassement
| Plaats  | Naam                          | Tijd     |
| ------- | ----------------------------- | -------- |
| Winnaar | (NLB) Nederland bloeit        | 46:19:05 |
| 2       | (LNL) AA Drink-Leontien.nl    | + 1:18   |
| 3       | (TIB) Team TIBCO-To The Top   | + 31:30  |
| 4       | (LHT) Lotto Honda Team        | + 33:48  |
| 5       | (HPU) Team Hitec Products UCK | + 36:03  |